# K3b
K3b (KDE, burn, baby, burn) es una de las interfaces gráficas más completas que existen para la grabación de discos compactos y DVD bajo los sistemas operativos GNU/Linux y FreeBSD. Utiliza, entre otros, los programas cdrecord y cdrdao, y las bibliotecas de KDE.
K3b permite, entre otras cosas, la creación de discos compactos (CD) de datos, creación de CD de audio, creación de Video CD (utilizando para ello la herramienta GNU VCDImager), copia exacta de CD (copia clon), grabación de DVD de datos y creación de Video DVD También posee opciones para ripear CD/DVD
Fue galardonada como la mejor aplicación multimedia por LinuxQuestions.org en 2006 por el 70% de los participantes.
K3b está programado en C++ y utiliza la biblioteca Qt.

K3b recibió un fuerte apoyo de Mandriva, quien ayudó en el desarrollo, portando esta aplicación a Qt4, pues se encontraba bastante retrasada en este proceso, en comparación a otras aplicaciones de KDE Extragear.

## Características
Algunas de las características de K3b incluyen:
- Grabación de datos en CD/DVD
- Grabación de audio en CD
- Soporta CD Text
- Soporta CD-R/CD-RW
- Soporta DVD-R/DVD+R/DVD-RW/DVD+RW
- Soporta Blu-ray
- Modo Mixto CD (audio y datos en el mismo disco)
- CD Multisesión
- Autoría de Video CD/Video DVD
- eMovix CD/DVD
- Copia disco a disco de DVD y CD
- Borrado de CD-RW/DVD-RW/DVD+RW
- Soporte para imagen ISO
- Ripeo de CD de audio (posibilidad de ripear varias pistas como una sola y generación de archivo CUE), Video CD, Video DVD

K3b también puede grabar CD de datos que soportan SO basados en Linux/Unix, Windows, DOS, un gran número de archivos (UDF), Linux/Unix + Windows, Rock Ridge, Joliet.